# François Crépeau
Pour les articles homonymes, voir Crépeau.
François Crépeau, né le 14 avril 1960, est un juriste canadien et professeur titulaire à la faculté de droit de l'Université McGill à Montréal. Il occupe la Chaire Francqui International Professor en sciences humaines à l'Université catholique de Louvain en Belgique. En 2017, il a été nommé Officier de l'Ordre du Canada pour ses recherches sur les droits des migrants et des réfugiés en droit international public.

## Éducation
Né à Montréal, Québec, Crépeau a obtenu un baccalauréat en droit (LLB) et un baccalauréat en droit civil (BCL) de l'Université McGill et une maîtrise en droit privé de l'Université de Bordeaux. Plus tard, il a étudié à l'Université Panthéon-Assas, où il a obtenu son DEA en sociologie juridique et a ensuite complété son doctorat en droit de l'Université Panthéon-Sorbonne.

## Carrière académique
Il est le directeur de la Chaire Hans et Tamar Oppenheimer en droit international public à la faculté de droit de l'Université McGill et directeur du Centre pour les droits de la personne et le pluralisme juridique de McGill. 
Auparavant l'Université McGill, Crépeau a été professeur à l'Université de Montréal de 2001 à 2008, où il a été titulaire de la Chaire de recherche du Canada en droit international des migrations et directeur scientifique fondateur du Centre d'études et de recherches internationales de l'Université de Montréal (CÉRIUM). De 1990 à 2001, il était professeur à l'Université du Québec à Montréal.
Il est également membre de la Société royale du Canada et il a été membre de la Fondation Pierre Elliott Trudeau de 2008 à 2011.

## Nations Unies
De 2011 à 2017, il a été rapporteur spécial des Nations unies sur les droits de l’homme des migrants. À ce titre, il a effectué des visites officielles en Albanie, en Tunisie, en Turquie, en Italie, en Grèce, au Qatar, au Sri Lanka, à Malte, dans les institutions européennes de Bruxelles et de Vienne, en Angola, en Australie et à Nauru.
Il a également publié plusieurs rapports thématiques sur le détention des migrants, la protection des droits des migrants aux frontières extérieures de l'Union européenne, le changement climatique et migration, la gouvernance mondiale des migrations et l'exploitation du travail des migrants. De 2014 à 2015, il a été président du Comité de coordination des procédures des droits de l'homme des Nations unies.

## Travaux publiés
Ses recherches portent sur les mécanismes de contrôle des migrations, les droits des étrangers, la relation entre la sécurité et la migration, et la relation entre la primauté du droit et la mondialisation.
Il a donné de nombreuses conférences, publié de nombreux articles, dirigé ou codirigé une dizaine de livres : Manuel de recherche sur le changement climatique, Migration et droit (2017), Droits de l'homme et sociétés diverses (2014), Terrorisme, droit et démocratie: 10 ans après le 11 septembre - Terrorisme, Droit et Démocratie: 10 ans après le 11 septembre 2001 (2011), Recueil de textes des réfugiés: instruments, juridictions et documents (The Refugee Law Reader) (cinquième édition anglaise 2008, première édition française 2010, deuxième édition française 2012), Les migrations internationales contemporaines - Une dynamique complexe au cœur de la mondialisation (2009), Penser l'international, Perspectives et contributions des sciences sociales (2007), Migrations forcées et processus mondiaux - Un regard sur les migrations forcées (2006), Les juridictions internationales: complémentarité ou concurrence? (2005), Mondialisation des échanges et fonctions de l'État (1997) et Droit d'asile: De l'hospitalité aux contrôles migratoires (1995). Il dirige la collection "Mondialisation et droit international" aux Éditions Bruylant (Bruxelles), où 29 livres ont été publiés depuis 1997.

## Distinctions
- 2017 -  Officier de l'Ordre du Canada[7]
- 2018 - Docteur honoris causa de l'université Clermont-Auvergne[8]
- 2022 -  Officier de l'Ordre national du Québec[9]